# Estadio Román Suárez Puerta
El estadio Román Suárez Puerta es un estadio de fútbol de la ciudad de Avilés (España). En este estadio disputa los partidos el Real Avilés C. F. Está ubicado en el barrio de Las Meanas. 
El actual estadio fue reinaugurado en 1999, sobre la base del construido en 1943 y tiene una capacidad para aproximadamente 5400 espectadores, repartidos entre los más de 4200 espectadores de capacidad en las nuevas gradas laterales cubiertas, más 1132 que tiene de capacidad la grada de fondo o rotonda (descubierta), todos ellos sentados. 
Se encuentra situado entre las calles José Cueto y Juan Ochoa (con accesos por dichas calles), en Avilés. Este estadio es el resultado de las obras de remodelación y ampliación del antiguo Román Suárez Puerta. Su nombre es debido al alcalde que promovió su construcción.

## Campeonatos de España de Atletismo
En la instalación han tenido lugar dos campeonatos de España de atletismo. Fueron las ediciones XXVIII en 1948 y la XXXII de 1952. El estadio aún conserva parte de la pista de ceniza original, pero la mayor parte de ella ha desaparecido en las últimas décadas. Así como las instalaciones de salto y el foso de lanzamiento.

## Ciclismo
El estadio también ha sido final de etapa de las ediciones de la Vuelta Ciclista a España en 1964 y 1981. El 12 de mayo de 1964, el ganador sería el inglés Barry Hoban. Mientras que el 22 de abril de 1981, el vencedor al esprint fue el ciclista italiano Guido Bontempi. Ambas metas estaban situadas en la pista de atletismo.

## Partidos internacionales
En el Román Suárez Puerta se han jugado cinco partidos internacionales. El primero sería un partido oficial, valedero para la Copa Mundial Militar, entre las selecciones de Turquía y la de Bélgica. Se disputaría el 8 de julio de 1965.
El segundo encuentro con presencia de un seleccionado internacional, sería el 10 de junio de 1982, en un partido de entrenamiento entre la selección de fútbol de Argelia, contra un combinado del Real Oviedo Club de Fútbol. Los argelinos estaban preparando el Mundial de fútbol de ese año, y una de las sedes era Asturias, donde se hallaban concentrados los norteafricanos.
El tercero fue un encuentro internacional amistoso sub-16, entre las selecciones de España y Dinamarca. Se disputó el 23 de febrero de 1999. Fue un partido preparatorio para el Campeonato Europeo Sub-16, que comenzaría dos meses después. En él participarían ambos seleccionados y acabaría proclamándose campeón de Europa la selección española. 
El cuarto sería también amistoso, entre las selecciones absolutas de Asturias y la de Honduras, con victoria para los asturianos por 5-3. Y el último lo disputaría el 29 de junio de 2023, la selección española femenina contra la de Panamá, en un encuentro amistoso de preparación ante la inminente Copa Mundial Femenina de la FIFA Australia/Nueva Zelanda 2023. Campeonato que ganó la selección española.
| 8 de julio de 1965 | Turquía              | 2:1 (2:0) | Bélgica       | Estadio Román Suárez Puerta, Avilés                         |                                                             |
|                    | Ojun 12' · Ergin 38' |           | Chellinek 66' | Asistencia: 1000 espectadores Árbitro(s): Suardela (Italia) | Asistencia: 1000 espectadores Árbitro(s): Suardela (Italia) |

| 10 de junio de 1982 | Real Oviedo C. F. | 0:1 (0:1) | Argelia      | Estadio Román Suárez Puerta, Avilés                                            |                                                                                |
|                     |                   |           | Tlemçani 38' | Asistencia: 3000 espectadores Árbitro(s): Jesús Santos López Suárez (Asturias) | Asistencia: 3000 espectadores Árbitro(s): Jesús Santos López Suárez (Asturias) |

| 23 de febrero de 1999 | España                | 2:2 (1:1) | Dinamarca          | Estadio Román Suárez Puerta, Avilés                                 |                                                                     |
|                       | Ernesto 7' · Nano 88' |           | Christensen 6' 67' | Asistencia: 4000 espectadores Árbitro(s): Manuel Díaz Vega (España) | Asistencia: 4000 espectadores Árbitro(s): Manuel Díaz Vega (España) |

| 28 de diciembre de 2002 | Asturias                                                         | 5:3 (4:2) | Honduras                  | Estadio Román Suárez Puerta, Avilés                                          |                                                                              |
|                         | Abelardo 6' · Mario 13' · Oli 16' · David Villa 30' · Miguel 61' |           | Saúl Martínez 31' 37' 83' | Asistencia: 7000 espectadores Árbitro(s): Enrique Mejuto González (Asturias) | Asistencia: 7000 espectadores Árbitro(s): Enrique Mejuto González (Asturias) |

| 29 de junio de 2023 | España                                                                                                | 7:0 (6:0) | Panamá | Estadio Román Suárez Puerta, Avilés                               |                                                                   |
|                     | Esther 7' 44' · Alexia Putellas 22' · Espinosa [p.p.] 27' · Irene 36' · Eva Navarro 43' · Athenea 67' |           |        | Asistencia: 3611 espectadores Árbitro(s): Eleni Antoniou (Grecia) | Asistencia: 3611 espectadores Árbitro(s): Eleni Antoniou (Grecia) |

## Otros acontecimientos
El estadio ha sido escenario a lo largo de su ya larga historia, para varios conciertos musicales, mítines políticos (entre ellos uno de La Pasionaria) y hasta campeonatos de exhibiciones caninas. Además de ser sede para variados acontecimientos deportivos, como la hípica, el tiro con arco, el boxeo o exhibiciones gimnásticas, entre otros.